# Flusskostenrechnung
Die Flusskostenrechnung (FKR) ist in der Betriebswirtschaftslehre eine Kostenrechnung, welche insbesondere den Materialfluss und Energiefluss während des Produktionsprozesses berücksichtigt.

## Allgemeines
Die  Flusskostenrechnung ist ein material- und energieflussbezogener Kostenrechnungsansatz und erlaubt Aussagen zur Ressourceneffizienz. Ziel der FKR ist mithin ein effizienter und reduzierter Material- und Energieeinsatz.

## Flusskosten
Flusskosten sind die Summe aus Materialkosten, Systemkosten und Kosten für die Lieferung und Entsorgung:
- Materialkosten und Energiekosten sind der Wert des Materialflusses und Energieflusses beim Eingang in das Unternehmen.[3]
- Systemkosten fallen bei der Gestaltung, Steuerung und Transformation der Material- und Energiekosten an. Es handelt sich um Personalkosten, Abschreibungen und Kosten für externe Dienstleistungen, die den Kostenträgern zugeordnet werden.[4]
- Lieferkosten fallen vor allem als Transportkosten an, Umweltkosten werden insbesondere durch die Entsorgung von Abfall und Abwasser verursacht.

## Methodik
Vom Materialflussmodell beginnend wird eine Materialflussrechnung und eine Systemkostenrechnung erstellt.
```
	1) Materialflussrechnung:
	        a) Materialflussmengenrechnung,
	 	b) Materialflusswerterechnung,
	 	c) Materialflusskostenrechnung.
```

```
	2) Systemkostenrechnung:
          Systemkostenabgrenzung > Systemkostenzuordnung > Systemkostenverrechnung
```

## Wirtschaftliche Aspekte
Durch die Berechnung und verursachungsgemäße Verrechnung der Umweltkosten können vereinzelt Kostensenkungspotenziale aufgedeckt werden. Um dies zu erreichen, müssen insbesondere bei Abfall, Abwasser und Ausschuss sämtliche von diesen Stoffflüssen verursachten Kosten berücksichtigt werden. Ein vollständiges Bild dieser Kosten erhält man jedoch nur, wenn neben den Materialkosten auch die Kosten erfasst werden, die in den vorgelagerten Produktionsprozessen entstanden sind, bevor ein Stoff etwa als Abfall anfällt. Diese Kostenstruktur, welche die Umweltkostenrechnung nicht aufdecken kann, wird von der Flusskostenrechnung systematisch berücksichtigt, indem sie die Stoffflüsse als Kostentreiber interpretiert. Im Gegensatz zur traditionellen Kostenrechnung und Umweltkostenrechnung bildet die Flusskostenrechnung das Kostenverhalten vollständig ab.
Die FKR eignet sich besonders für materialintensive und energieintensive Unternehmen mit hohen Material- und Energiekosten sowie Unternehmen mit bisher ungenügendem Umweltmanagement.